# Johann Daniel Hager
Johann Daniel Hager (Kőhalom, ? – Kaca, 1842. október 21.) evangélikus lelkész.

## Életpályája
A gimnáziumot Nagyszebenben végezte és 1794. szeptember 30-án beiratkozott a lipcsei egyetemre. 1796-ban a lipcsei Linné-társulat taggá választotta. 1807-ben kőhalmi prédikátornak választották meg; 1818. szeptember 6-án Kacán helyettes lelkész lett; 1819. április 5-én az apósa, Jakob Bayer lelkész halálával megüresedett rendes lelkészi állást nyerte el. Mint a kosdi káptalan hivatalnoka is több évig működött.
Cikkei a Siebenbürgische Quartalschriftben (VII. Skizze zu Hedwigs Biographie) és a Siebenbürgische Provinzial-Blätterben (I., IV. Reisebeschreibungen naturhistorischen Inhalts 1803.) jelentek meg.
Munkája: Ueber das Vorkommen des Goldes in Siebenbürgen. Im Namen der Linné'schen Societät zu Leipzig entworfen. Nebst einigen Beilagen. Leipzig, 1797. (Ism. Siebenb. Quartalschrift VI.)